# Josep Sardà (militar)
Josep Sardà fou un general nord-americà, segurament d'origen català, assassinat a Santa Fe de Bogotà el 1834.
Segons els companys que el tractaren en l'aventura mexicana de Francisco Xavier Mina diuen que era català. El 1803 servia en un regiment d'infanteria, amb el qual, quan la guerra amb els anglesos, passà a Itàlia i va combatre a les ordres del general O'Farril; però quan aquest es declarà partidari de Joseph Bonaparte, ja proclamat rei d'Espanya, Sardà se'n separà i s'allistà a les forces dels patriotes, combatent heròicament contra els francesos.
Fet presoner, fou conduït a França, on demanà insistentment veure en Ferran VII, també captiu. Davant la reiteració de les seves súpliques, fou conduït davant del rei, a qui volgué relatar els combats en què havia pres part contra els gals; però el monarca, en una de les seves vel·leïtats de caràcter, es pronuncià contra el fidel soldat. Indignat Sardà de tanta ingratitud, es passà a l'exèrcit de Bonaparte, a qui serví lleialment fins a la caiguda de l'Imperi, encara que no a Espanya.
El 1815 es trobava a Londres amb Francisco Xavier Mina organitzant l'expedició en favor de Mèxic revoltat. Desembarcant allà, es distingí en la defensa de Soto la Marina contra els espanyols però davant la superioritat de l'enemic hagué de rendir-se, i fet presoner, fou enviat al presidi de Ceuta, (Espanya). Va poder escapolir-se, llençant-se al mar, i fou recollit per un vaixell turc, que el conduí a Tànger, d'on passà a França i, per a fi, a Colòmbia, oferint allà els seus serveis a Simón Bolívar, que li concedí el grau de tinent coronel.
El 1821 essent ja coronel, fou nomenat governador de Riohacha, on es mostrà tant actiu com hàbil. En un combat en els encontorns de Sinamaica, que acceptà per excés de valor i de dignitat, sofrí un greu rebés, doncs dels 1.000 homes que portava, la meitat morí en el camp de batalla i l'altra meitat fou fet presonera, restant Sardà greument ferit. A penes restablert, tornà a combatre contra els espanyols, als que contribuí a foragitar de Colòmbia, comportant-se sempre amb la més gran lleialtat amb la seva pàtria adoptiva.
En morir Bolívar, que li professava gran estimació, Sardà era general, però els seus enemics aconseguiren enemistar-lo amb el nou Govern, el qual el va acabar cessant, malgrat els serveis que havia prestat i que tots reconeixien. Indignat per la injustícia que amb ell es cometia, i sense cap recurs, ja que només comptava amb la seva paga per a subsistir, organitzà una conspiració, que no arribà a esclatar per haver estat denunciada oportunament al general Santander.
Detingut Sardà amb 45 dels seus companys, foren tots condemnats a mort, si bé s'aplica la pena només a 17. Moltes persones intercediren per Sardà, recordant la seva abnegació per la causa americana, però Santander es mostrà inexorable, en vista del qual alguns amics decidiren facilitar-li la fuga i Sardà va romandre amagat un any. Descobert, per fi, fou assassinat en la seva mateixa habitació per dos enviats de Santander, el qual tractà de justificar-se d'aquesta lletja acció al·legant que es tractava d'una sentència legal, i que en obrar així ho feu pel temor que Sardà s'escapolis altra volta i promogués una nova revolució.